# Lianyungang

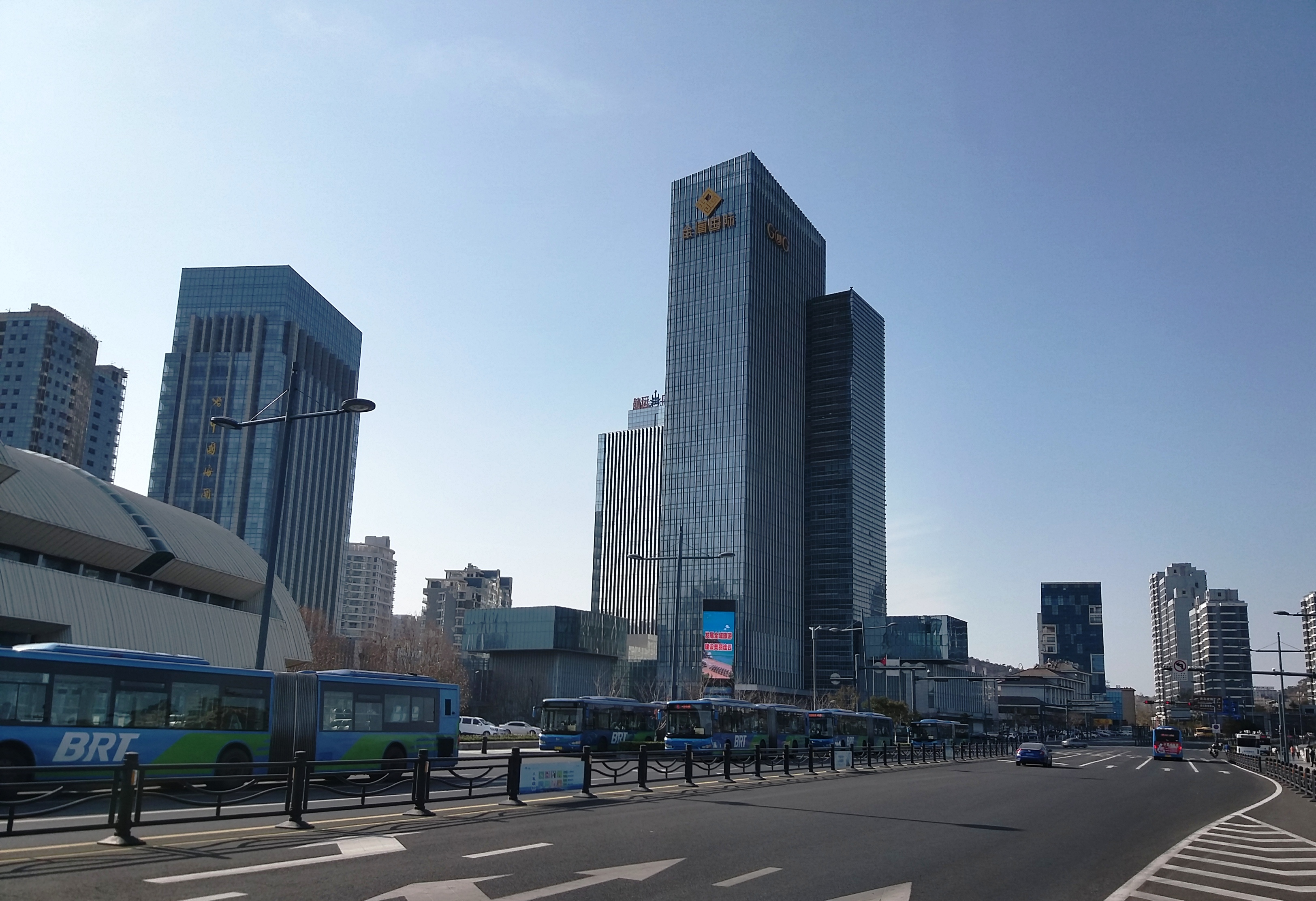

Lianyungang (连云港 ; pinyin : Liányúngǎng) est une ville du nord-est de la province du Jiangsu en Chine.

## Subdivisions administratives
La ville-préfecture de Lianyungang exerce sa juridiction sur sept subdivisions - trois districts et quatre xian :
- le district de Xinpu - 新浦区 Xīnpǔ Qū ;
- le district de Lianyun - 连云区 Liányún Qū ;
- le district de Haizhou - 海州区 Hǎizhōu Qū ;
- le xian de Ganyu - 赣榆县 Gànyú Xiàn ;
- le xian de Guanyun - 灌云县 Guànyún Xiàn ;
- le xian de Donghai - 东海县 Dōnghǎi Xiàn ;
- le xian de Guannan - 灌南县 Guànnán Xiàn.

## Transport
- L'aéroport de Lianyungang-Baitabu est actuellement en service (aéroport dual: civil et militaire).
- L'aéroport international de Lianyungang-Huaguoshan est en construction.

## Rapport des sexes
Lianyungang est, parmi les villes chinoises, celle qui a le plus fort taux de masculinité. Il atteint la valeur record de 1,635 soit 163,5 hommes pour 100 femmes. L'ONU recommande un taux de masculinité maximal de 1,07.

## Jumelages
- Sakai (Japon)
- Mokpo (Corée du Sud)
- Napier (Nouvelle-Zélande)
- Geelong (Australie)
- Voljski (Russie)
- Saga (Japon)